# Subud
Subud je celosvětové duchovní hnutí vzniklé okolo roku 1930 v Indonésii; zakladatelem je „Bapak“ Muhammad Subuh Sumohadiwidjojo (1901-1987), autor koncepce duchovních cvičení latihan. Název je akronymem slov sanskrtského původu Susila, Budhi, Dharma a znamená přibližně „vnitřní síla“. Subud bývá také označován za náboženské hnutí, avšak nemá oficiální vyznání víry a členy jsou osoby různých konfesí. V současnosti má hnutí zhruba 13 000 členů v 80 zemích světa.